# Alice Alice
Alice Alice er en dansk kortfilm fra 1999 instrueret af Nina Søs Vinther og Martin de Thurah og efter manuskript af Nina Søs Vinther.

## Handling
Et uddrag af Alice i Eventyrland. Igennem den lurvede skov vandrer Alice. Ingenting giver mening, et hastigt forladt te-selskab og to plus to er fem. Ved udspringet af to stier møder hun Filurkatten, som taler om tiden og om at komme frem. Frit efter Lewis Caroll.